# Frederick Cresser
Frederick Cresser (6 aprile 1872 – Filadelfia, 18 maggio 1919) è stato un canottiere statunitense.
Cresser partecipò ai Giochi olimpici di Saint Louis 1904 con la squadra Vesper Boat Club nella gara di otto, in cui conquistò la medaglia d'oro.

## Palmarès
In carriera ha conseguito i seguenti risultati:
- Giochi olimpici

St. Louis 1904: oro nell'otto.